# Goudurix
Goudurix in Parc Astérix (Plailly, Hauts-de-France, Frankreich) ist eine Stahlachterbahn vom Modell Custom MK-1200 des Herstellers Vekoma, die am 30. April 1989 eröffnet wurde. Zum Zeitpunkt ihrer Eröffnung war Goudurix die Achterbahn mit den meisten Inversionen weltweit. 1995 ging der Rekord an Dragon Khan in Spanien.
2007 wurde der Station eine Thematisierung in Form eines hölzernen Wikingerboots verpasst. Goudurix befindet sich am unteren Ende des Parks gegenüber von Tonnerre 2 Zeus. Zusammen mit OzIris bilden diese drei Achterbahnen die Hauptattraktionen des Parks.
2009 bekam die Bahn einen neuen Anstrich, die Stützen sind nun braun, die Hauptschiene gelb und die zwei Seitenschienen rot.
Die 950 m lange Strecke erreicht eine Höhe von 36 m und verfügt über eine 32,9 m hohe Abfahrt, auf der die Züge eine Höchstgeschwindigkeit von 90 km/h erreichen. Die sieben Inversionen beinhalten einen Butterfly (2 × Dive-Loop), einen Batwing, einen Looping sowie einen doppelten Korkenzieher. Die Züge verfügen über jeweils sieben Wagen mit Platz für jeweils vier Personen (zwei Reihen à zwei Personen).
Die Bahn ist nach Goudurix, einer Figur aus Asterix und die Normannen benannt, der in der deutschen Übersetzung Grautvornix heißt.